# RWI – Leibniz-Institut für Wirtschaftsforschung
Das RWI – Leibniz-Institut für Wirtschaftsforschung e. V. ist ein außeruniversitäres Wirtschaftsforschungsinstitut mit Sitz in Essen. Das Institut ist Mitglied der Leibniz-Gemeinschaft und wird in privater Rechtsform als eingetragener Verein geführt. Das RWI wird medial teils als wirtschaftsnah bezeichnet.

## Aufgaben
Das RWI Essen versteht sich selbst als modernes Zentrum für wissenschaftliche Forschung und evidenzbasierte Politikberatung. Es bündelt seine Arbeiten in den Kompetenzbereichen
- Arbeitsmärkte, Bildung, Bevölkerung
- Gesundheit
- Klima- und Entwicklungspolitik[1]
- Wachstum, Konjunktur, Öffentliche Finanzen
- Umwelt und Ressourcen

sowie in den Forschungsgruppen
- Bevölkerung und Entwicklung[2]
- Globale Migration[3]
- Klimafolgen und -anpassung[4]
- Mikrostruktur von Steuer- und Transfersystemen[5]
- Prosoziales Verhalten[6]

und im Forschungsdatenzentrum Ruhr am RWI. Daneben werden Forschungsaktivitäten im Economic Policy Lab „Klimawandel, Entwicklung und Migration“ gebündelt.

## Geschichte
Das Institut wurde 1926 von Walther Däbritz als „Abteilung Westen“ des „Instituts für Konjunkturforschung“ (das heutige Deutsche Institut für Wirtschaftsforschung), Berlin, gegründet. Der Schwerpunkt der Arbeiten verlagert sich ab 1939 hin zur Industriestruktur des Reviers und seiner Hauptwirtschaftszweige Steinkohlenbergbau sowie Eisen- und Stahlindustrie. Seit 1943 arbeitet es rechtlich selbständig als eingetragener Verein. Ab 1978 erstellte das RWI die jährliche Analyse der strukturellen Entwicklung der deutschen Wirtschaft. Bis 2016 trug es den Namen Rheinisch-Westfälisches Institut für Wirtschaftsforschung.
Anlässlich des 75-jährigen Jubiläums seiner rechtlichen Selbständigkeit haben die Wirtschaftshistoriker Toni Pierenkemper und Rainer Fremdling die Institutsgeschichte untersucht. Ihre Arbeit ist unter dem Titel „75 Jahre RWI: Ein Wegbereiter der Evidenzrevolution“ im De Gruyter-Verlag erschienen und im Open Access frei zugänglich.

## Infrastruktur und Finanzierung
Präsident ist Christoph M. Schmidt. Weitere Mitglieder des Vorstands sind Thomas Bauer, Stefan Rumpf (administrativer Vorstand) und Kerstin Schneider. Das RWI Essen hat etwa 130 Mitarbeiter, davon knapp 80 Wissenschaftlerinnen und Wissenschaftler. Die Grundfinanzierung wird zur Hälfte vom Bund und zur Hälfte von den Ländern getragen. Hinzu kommen Einnahmen aus Forschungsaufträgen, die ebenfalls überwiegend von öffentlichen Auftraggebern – insbesondere den Bundes- und Landesministerien – stammen. 2020 stammten insgesamt 80,5 Prozent der Einnahmen des Instituts aus öffentlichen Haushalten. 2023 waren insgesamt 84,9 Prozent der Einnahmen des Instituts öffentliche Zuwendungen durch Bund und Länder.

## Ausrichtung
In den Medien wird das Institut teils als wirtschaftsnah bezeichnet. Der Verwaltungsrat des Instituts ist überwiegend mit Vertretern aus Wirtschaft und Verbänden besetzt. Das RWI wird ferner von dem Förderverein Gesellschaft der Freunde und Förderer des RWI unterstützt. 1996 wurde Dietmar Kuhnt (seit 1995 Vorstandsvorsitzender der RWE AG) zum Vorstandsvorsitzenden des Fördervereins gewählt. Im Jahr 2008 wurde Rolf Pohlig (Finanzvorstand der RWE AG) zum neuen Präsidenten der Gesellschaft der Freunde und Förderer des RWI gewählt. 2012 wurde Manfred Breuer, Vorsitzender der Geschäftsleitung der Commerzbank AG der Filiale Düsseldorf, zum Vorsitzenden des Fördervereins gewählt. Der Vorsitzende des Fördervereins hat ebenfalls einen Sitz im RWI-Verwaltungsrat. Von 2003 bis 2011 war David Card, Träger des Alfred-Nobel-Gedächtnispreis für Wirtschaftswissenschaften, Vorsitzender des RWI-Forschungsbeirats. David Card ist aktuell RWI Research Network Fellow.

## Aktivitäten
- Gemeinschaftsdiagnose: Das RWI ist an der „Gemeinschaftsdiagnose“ der deutschen Wirtschaftsforschungsinstitute im Auftrag des Bundesministeriums für Wirtschaft und Energie (BMWi) beteiligt. Die Konjunkturprognosen werden zweimal jährlich, jeweils im Frühjahr und im Herbst, erstellt. Sie liefern eine Orientierung für die Projektionen der Bundesregierung.[26]
- Unter anderem pflegt das Institut mit dem RWI-Konjunkturmodell (KoMo oder KM) ein gesamtwirtschaftliches ökonometrisches Modell, das auf vierteljährlichen Zahlen der Volkswirtschaftlichen Gesamtrechnung beruht. Dieses Modell wird begleitend zur Konjunkturprognose und zu Bewertung wirtschaftspolitischer Maßnahmen eingesetzt.
- Arbeitskreis Steuerschätzung: Das RWI Essen ist Mitglied im „Arbeitskreis Steuerschätzung“, in dem Experten alljährlich im Mai und November die Steuereinnahmen für die öffentliche Hand prognostizieren.
- CO2-Monitoring: Im Auftrag des Bundesverbands der Deutschen Industrie, des Bundesministeriums für Umwelt, Naturschutz und Reaktorsicherheit sowie des Bundesministeriums für Wirtschaft und Technologie überwacht das RWI Essen die Einhaltung des Kyoto-Protokolls im Bereich CO2-Minderung durch die deutsche Wirtschaft.
- ESF-Evaluation: Im Auftrag des Bundesministeriums für Wirtschaft und Technologie (BMWi) untersucht das RWI die Wirksamkeit der Maßnahmen des Europäischen Sozialfonds (ESF) der Förderperiode 2000 bis 2006 in Deutschland.
- Energiewende: Das RWI setzt sich für eine Energiewende im Rahmen einer europäischen Lösung ein.[27] Es befürwortet den Umstieg auf grüne Energieerzeugung, kritisiert jedoch die Einzelförderung von Technologien im Rahmen des nationalen Erneuerbare Energien Gesetzes (EEG) als ineffizient und sozial ungerecht. Hauptargumente der Kritik sind, dass wegen der Beteiligung deutscher Unternehmen am EU-Emissionshandel durch gleichzeitige nationale Alleingänge wie dem EEG keine einzige Tonne CO2 zusätzlich eingespart werde und insbesondere einkommensschwache Haushalte durch die EEG-Umlage besonders belastet werden. Gemeinsam mit dem Umweltökonomen Ottmar Edenhofer entwickelte Schmidt ein Steuerkonzept auf Basis einer CO2-Steuer, das auf die Lösung der Klimakatastrophe durch rein marktwirtschaftliche Mechanismen abzielt.[28][29]
- Mindestlohn: Das RWI lehnte im Jahr 2013 die Einführung eines Mindestlohns „kategorisch ab, weil er zu viele Arbeitsplätze vernichte“. Das RWI wandte sich gegen die Ausweitung von Sozialleistungen, da dann „die Steuern und Sozialbeiträge wohl steigen werden müssen“. „Die vielen Milliarden, die die Regierung für soziale Wohltaten ausgebe, solle sie besser in Forschung und Entwicklung anlegen.“[27]

## Würdigung
Bundeswirtschaftsminister Peter Altmaier würdigte es in seiner Festrede zum 75-jährigen Bestehen als „Leuchtturm in der deutschen Forschungslandschaft“.

## Kritik
Ende der 1980er Jahre geriet das Institut in Kritik, da es Umsatzsteuern aus Forschungsaufträgen und möglicherweise auch Körperschafts- und Vermögenssteuern hinterzogen hatte. Der Fall wurde durch einen Vergleich beigelegt. Außerdem wurde bemängelt, dass die Vorstandsmitglieder des RWI nahezu dreißig Jahre lang rund 2,5 Mio. DM auf ihre Privatkonten bezogen hatten. 1996/97 wurden die wissenschaftlichen Leistungen im Auftrag des Wissenschaftsrates evaluiert, was zu einer Reihe von Monita und Empfehlungen führte, die auf eine Verbesserung der wissenschaftlichen Leistungsfähigkeit und Organisation zielten und anzeigten, dass „es mit der bislang geübten Praxis des Hauses nicht einfach weitergehen konnte und grundlegende Maßnahmen zur qualitativen Verbesserung der Arbeit nötig waren“.
Im WDR-Fernsehmagazin Monitor wurde im Jahr 2010 das RWI wegen eines Gutachtens kritisiert, in dem Ökostrom als Ursache für steigende Strompreise gesehen wird. Das Gutachten wurde – anfänglich auch ohne Kennzeichnung im Gutachten – von einer durch US-amerikanische Öl- und Kohlekonzerne finanzierten Lobbyorganisation, dem Washingtoner Institute for Energy Research, finanziert. Inhaltlich wurde unter anderem kritisiert, dass der Einkaufspreis an der Leipziger Strombörse eigentlich sinkt, nur von den Stromkonzernen nicht an die Kunden weitergegeben werde. Der Autor des RWI-Gutachtens erwiderte, dass er das Washingtoner Institute for Energy Research als Drittmittelgeber zuvor nicht gekannt habe und das Gutachten auch auf Artikeln aus Fachzeitschriften mit Peer-Review basiere und somit wissenschaftlich sei.

## Publikationen
- Die RWI Konjunkturberichte erscheinen viermal jährlich und enthalten Beiträge aus der RWI-Konjunkturforschung sowie zu einzelnen Branchen.

- Die Ruhr Economic Papers sind eine Diskussionspapier-Reihe, die von den wirtschaftswissenschaftlichen Fakultäten der Universitäten Bochum, Dortmund und Duisburg-Essen sowie dem RWI gemeinsam herausgegeben werden. Die RGS Econ (RGS) ist Mit-Herausgeber.
- Die RWI Impact Notes sind zweiseitige Policy Briefs, die Forschungsergebnisse kurz und knapp für Entscheidungsträger, Medienvertreterinnen und -vertreter und die interessierte Öffentlichkeit zusammenfassen.
- Die RWI Positionen kommunizieren politikberatende Forschungsergebnisse und evidenzbasierte Handlungsempfehlungen aus allen Kompetenzbereichen des RWI.
- Die RWI Materialien enthalten wissenschaftliche Diskussionsbeiträge, Gutachten und Stellungnahmen zu wirtschaftspolitischen Themen sowie Dokumentationen.
- Die Reihe RWI Projektberichte enthält Zwischen- und Endberichte von Gutachten und Stellungnahmen.[34]